# Ringer-Ozeanienmeisterschaften 2019
Bei den Ringer-Ozeanienmeisterschaften 2019, der 28. Austragung der Kontinentalmeisterschaften, wurde griechisch-römisch als auch im Freistil gerungen. Erfolgreichste Nation war Guam vor Palau und Neuseeland. Austragungsort war das Leo Palace Resort in Yona auf Guam.

## Ergebnisse

### Griechisch-römisch
| Gewichtsklasse | Gold                        | Silber                      | Bronze               |
| -------------- | --------------------------- | --------------------------- | -------------------- |
| bis 55 kg      | Bollong Joklur              | Josh Failauga               | – – –                |
| bis 63 kg      | Lowe Bingham                | Keonoi Rumia Terorortua     | – – –                |
| bis 67 kg      | Cristian Etpison Nicolescu  | Lynch Xavier Tanglao Santos | Mike Kenfield        |
| bis 72 kg      | Jarvis Sadam Blesam Tarkong | Paul Palik                  | Solomon Matthew King |
| bis 82 kg      | Nolan Ili Puletasi          | Keanson Sigrah              | – – –                |
| bis 87 kg      | Michael Paul Shinohara      | Skarlee Uelas Renguul       | – – –                |
| bis 97 kg      | Josep Gregory Dobson        | Ketemoka Henri Parua Burns  | – – –                |

### Freistil
| Gewichtsklasse | Gold                             | Silber                       | Bronze                      |
| -------------- | -------------------------------- | ---------------------------- | --------------------------- |
| bis 57 kg      | Jordon Daniel Torres Evangelista | Bollong Joklur               | – – –                       |
| bis 61 kg      | Ethan Mikquin Tomapa Aguigui     | Justin Daniel Holland        | Suraj Shahil Singh          |
| bis 65 kg      | Lowe Bingham                     | Cristian Etpison Nicolescu   | Lynch Xavier Tanglao Santos |
| bis 70 kg      | Jarvis Sadam Blesam Tarkong      | Solomon Matthew King         | Mike Kenfield               |
| bis 74 kg      | Mehrdad Tarash                   | Guy Robert de Lumeau         | Taylor James Pickering      |
| bis 79 kg      | Sean Owen Keating                | Nicholas Andrew Delatovic    | Keanson Sigrah              |
| bis 86 kg      | Michael Paul Shinohara           | Nolan Ili Puletasi           | Skarlee Uelas Renguul       |
| bis 97 kg      | Ketemoka Henri Parua Burns       | Thomas John McGlinchey Barns | Josep Gregory Dobson        |

### Frauen
| Gewichtsklasse | Gold                       | Silber                      | Bronze |
| -------------- | -------------------------- | --------------------------- | ------ |
| bis 55 kg      | Rckaela Maree Ramos Aquino | Irene Symeonidis            | – – –  |
| bis 59 kg      | Mia-Lahnee Ramos Aquino    | Ana Buiqumu Paulin Moceyawa | – – –  |
| bis 62 kg      | Tayla Tuahine Ford         | – – –                       | – – –  |
| bis 76 kg      | Michelle Yvonne Montague   | Naomi Rachel de Bruine      | – – –  |

## Medaillenspiegel
| Platz | Land                               | Gold | Silber | Bronze | Gesamt |
| ----- | ---------------------------------- | ---- | ------ | ------ | ------ |
| 1.    | Guam                               | 6    | 1      | 1      | 8      |
| 2.    | Palau                              | 3    | 3      | 1      | 7      |
| 3.    | Neuseeland                         | 3    | 2      | 3      | 8      |
| 4.    | Australien                         | 2    | 5      | 1      | 8      |
| 5.    | Nauru                              | 2    | 0      | 0      | 2      |
| 6.    | Amerikanisch-Samoa                 | 1    | 2      | 0      | 3      |
| 7.    | Französisch-Polynesien             | 1    | 2      | 0      | 3      |
| 8.    | Marshallinseln                     | 1    | 1      | 0      | 2      |
| 9.    | Föderierte Staaten von Mikronesien | 0    | 2      | 3      | 5      |